# Campeonato Mundial de Ciclismo em Pista de 1925
O Campeonato Mundial UCI de Ciclismo em Pista de 1925 foi realizado em Amsterdã, nos Países Baixos, entre os dias 3 e 10 de agosto. Três provas masculinas foram disputadas, duas de profissionais e uma de amador.

## Sumário de medalhas

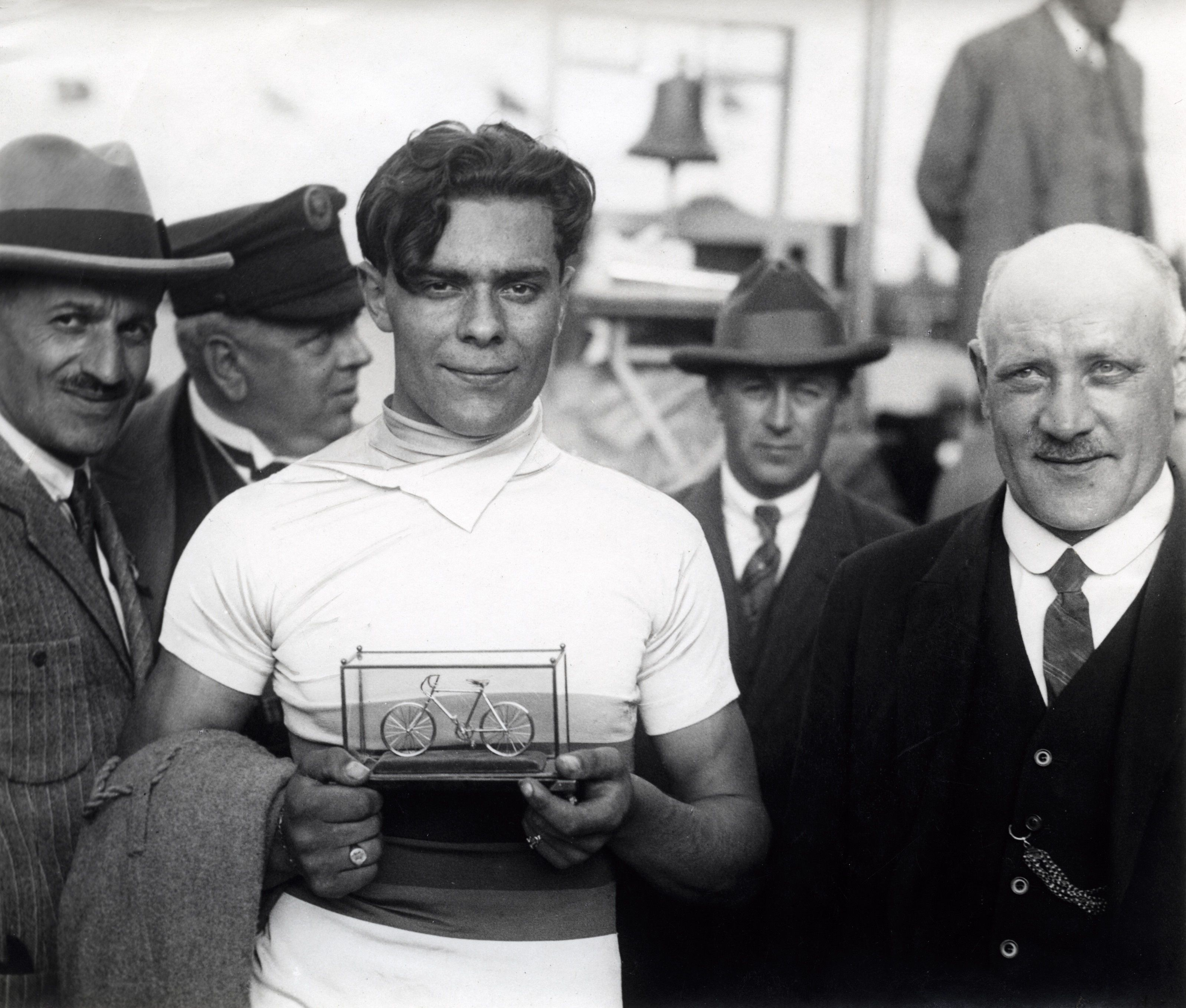
Jaap Meijer ciclista amador da Holanda vencedor da prova de velocidade

| Eventos profissionais masculinos |                             |                                  |                                 |
| Velocidade individual            | Ernest Kauffmann · Suíça    | Maurice Schilles · França        | Lucien Michard · França         |
| Motor-paced                      | Robert Grassin · França     | Jan Snoek · Países Baixos        | Georges Sérès · França          |
| Evento amador masculino          |                             |                                  |                                 |
| Velocidade individual            | Jaap Meijer · Países Baixos | Antoine Mazairac · Países Baixos | Bernardus Leene · Países Baixos |

## Quadro de medalhas
| Ordem | País          | Medalha de ouro | Medalha de prata | Medalha de bronze | Total |
| ----- | ------------- | --------------- | ---------------- | ----------------- | ----- |
| 1     | Países Baixos | 1               | 2                | 1                 | 4     |
| 2     | França        | 1               | 1                | 2                 | 4     |
| 3     | Suíça         | 1               | 0                | 0                 | 1     |